# Fiesta (Apfel)
Fiesta, auch Red Pippin oder umgangssprachlich Red Cox, ist eine Sorte des Kulturapfels (Malus domestica).
Der Apfel hat ein intensives vielschichtiges Aroma und erinnert in seinem Geschmack an Cox Orange. Da er sehr saftig ist, eignet Fiesta sich gut als Grundlage für Apfelsaft.
Der runde Apfel ist mittelgroß, und damit ein Stück größer als Cox Orange. Auf grün-gelblicher Grundfarbe sind rötliche Streifen. Er zeigt schwache Berostung und kaum erkennbare Lentizellen. Der Stiel ist lang und festsitzend. Sein cremefarbenes Fruchtfleisch ist saftig und fest. Seine Haut ist fest. Bei längerer Lagerung nähert er sich geschmacklich dem eher eigenschaftslosen Idared an. Der Baum selbst wächst kräftig, neigt aber dazu, zur Seite statt nach oben zu wachsen.
Der Apfel ist diploid und damit als Befruchter für andere Sorten geeignet. Teilweise befruchtet er sich selbst. Fiesta ist vergleichsweise einfach im Anbau und trägt gute regelmäßige Ernten. Fiesta wird erst spät in der Saison reif. In den USA liegt seine Erntezeit zwischen Mitte September bis Mitte Oktober. Wie seine Vatersorte Idared lagert er sich lange und gut. Aus dem  CA-Lager ist Fiesta auch im Juni noch genießbar. Er kommt gut mit dem Klima in Nordengland und Schottland zurecht. In einigen Gegenden leidet Fiesta an Obstbaumkrebs. Er ist zudem anfällig gegen Mehltau und Apfelschorf.
Der Baum wird im Vereinigten Königreich, den Niederlanden, Italien und Neuseeland in kommerziellem Maßstab angebaut.
An der East Malling Research Station, dem Zentrum der britischen Obstforschung, wurde der Apfel 1973 von Frank H. Alston gekreuzt. Der Baum hatte ursprünglich die Bezeichnung T31/31, und kam als Fiesta auf den Markt, und wurde in Großbritannien 1996 in Red Pippin umbenannt. Der Apfel kam 1986 in den Handel. 1987 empfahl die Royal Horticultural Society (RHS) Fiesta zum Anbau, 1993 gewann die Sorte den Award of Garden Merit der RHS.